# Georg Krog
Georg Krog   (Bergen, 2 de juliol de 1915 - Drammen, 3 d'agost de 1991) va ser un patinador de velocitat noruec que va competir durant la dècada de 1930.
El 1936 va prendre part en els Jocs Olímpics de Garmisch-Partenkirchen, on guanyà la medalla de plata en la prova dels 500 metres del programa de patinatge de velocitat. Algunes fonts indiquen que el temps del medallista d'or, Ivar Ballangrud, no va ser ben mesurat, per la qual cosa hauria d'haver estat Krog el vencedor olímpic, però en no fer-se cap reclamació el resultat no varià.
Posteriorment, entre 1961 i 1965, fou president de l'Associació Noruega de Patinatge.